# Avis Car Rental

Logotipo de Avis utilizado desde 1964 hasta diciembre de 2012

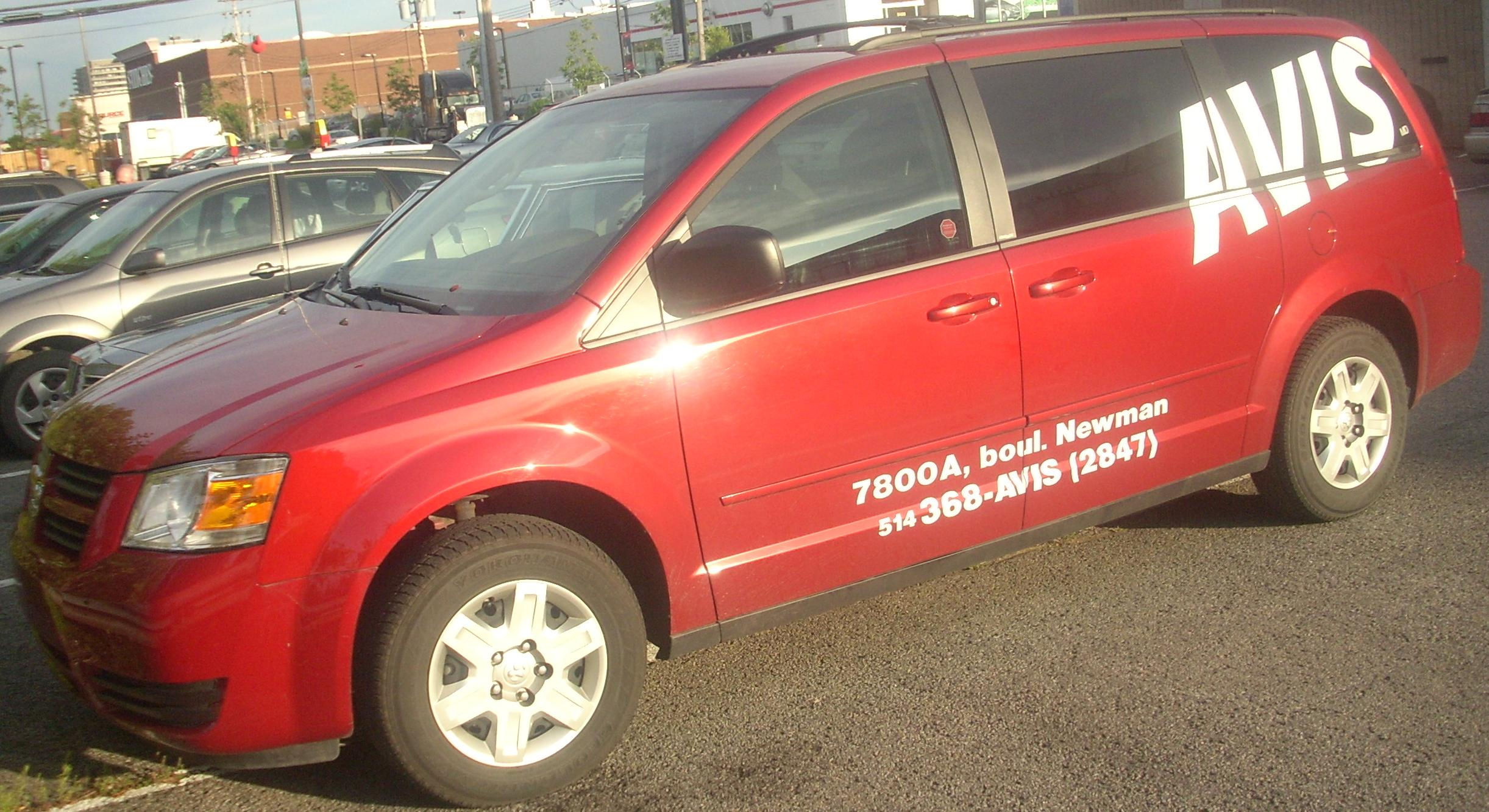
Una Dodge Grand Caravan de Avis

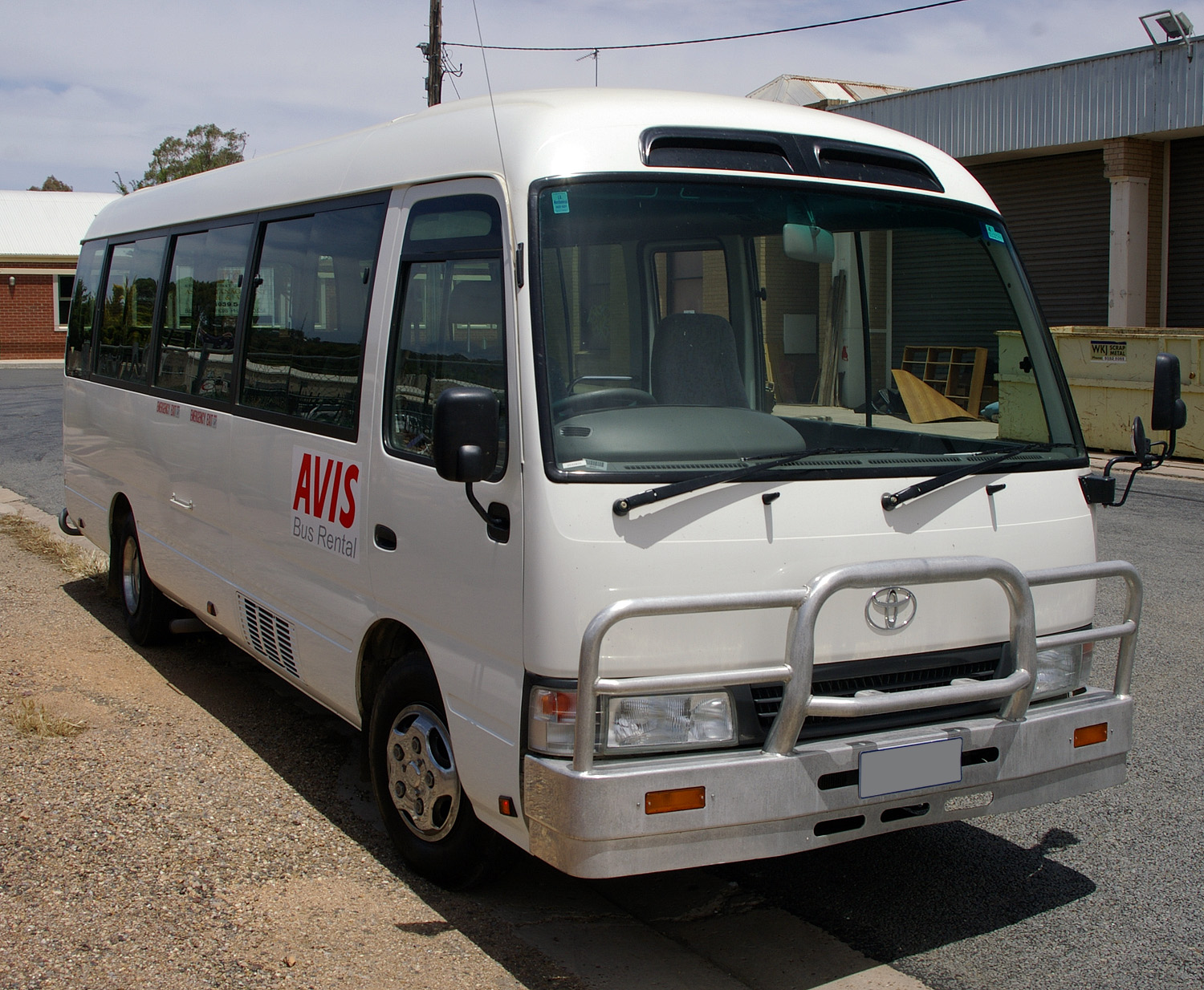
Toyota Coaster de Avis

Avis Car Rental, LLC es una empresa estadounidense de Alquiler de automóviles con sede en Parsippany (Nueva Jersey). Junto con Budget Rent a Car, Budget Truck Rental y Zipcar, Avis forma parte de Avis Budget Group.
Avis Budget Group opera la marca Avis en Sudáfrica, Norteamérica, Sudamérica, India, Australia y Nueva Zelanda. En 2011, Avis anunció que adquiriría Avis Europe plc,  que había sido una corporación separada que otorgaba licencias de la marca Avis.
Desde finales de la década de 1970, Avis ha ofrecido principalmente vehículos de General Motors (GM), como Chevrolet y Cadillac, pero hoy en día también alquila marcas populares que no son de GM, como Ford y Toyota. 
Avis es un proveedor de vehículos de alquiler para el segmento comercial que atiende a viajeros de negocios en los principales aeropuertos a nivel internacional y a viajeros en ubicaciones fuera de los aeropuertos. Muchas de las ubicaciones fuera del aeropuerto son operaciones de franquicia en lugar de ser propiedad y operadas por la empresa, como es el caso de la mayoría de las ubicaciones en los aeropuertos. Avis fue la primera empresa de alquiler de coches ubicada en un aeropuerto.
En enero de 2013, la empresa acordó adquirir Zipcar por 491 millones de dólares.

## Historia
La empresa fue fundada en 1946 con tres coches en el aeropuerto Willow Run, Ypsilanti, Michigan, por Warren Avis (4 de agosto de 1915 - 24 de abril de 2007).  Estableció sucursales en todo Estados Unidos durante los años siguientes, convirtiéndose en la segunda empresa de alquiler de automóviles más grande del país en 1953. Tras haber cumplido su décimo aniversario en 1956, había abierto sus primeras oficinas internacionales en Europa, Canadá y México.
El lema corporativo de Avis de "Nos esforzamos más" fue adoptado en 1962, durante el mandato del director ejecutivo Robert Townsend. La compañía tenía como objetivo darle un giro positivo al estatus de Avis como la segunda compañía de alquiler de automóviles más grande de los Estados Unidos y, al mismo tiempo, apuntar a un competidor más grande, The Hertz Corporation. El eslogan se utilizó durante 50 años antes de un cambio de marca en 2012, cuando Avis presentó su nuevo lema: "Es tu espacio".
En 1972, Avis presentó Wizard, el primer sistema de reservas e información por computador que se utilizó en el negocio de alquiler de automóviles en Estados Unidos. Hasta el día de hoy, casi todos los clientes frecuentes de Avis son identificados por su exclusivo "número de asistente". En 1981, la empresa instituyó su sistema de seguimiento de vehículos, que recibió el nombre de Advanced Vehicle Identification System (AVIS).
Avis ha sido propiedad de varias otras empresas a lo largo de los años, además de haber sido una empresa pública durante varios períodos. Entre estas se incluyen:
- 1956: The Amoskeag Company
- 1962: Grupo inversor Lazard Freres
- 1965: Corporación ITT
- 1977: Norton Simon
- 1983: Esmark
- 1984: Beatriz Alimentos
- 1986: Empresa de inversión Wesray Capital Corporation [12]
- 1987: Propiedad mayoritaria según un Plan de propiedad de acciones para empleados
- 1989: General Motors (adquiere el 29% de participación)
- 1996: Corporación HFS
- 2001: Cendant [13]
- 2006: Avis Budget Group [14]

## Deportes
Avis es patrocinador del equipo de fútbol turco Fenerbahçe SK desde la temporada 2018/2019.